# 조 캘재기

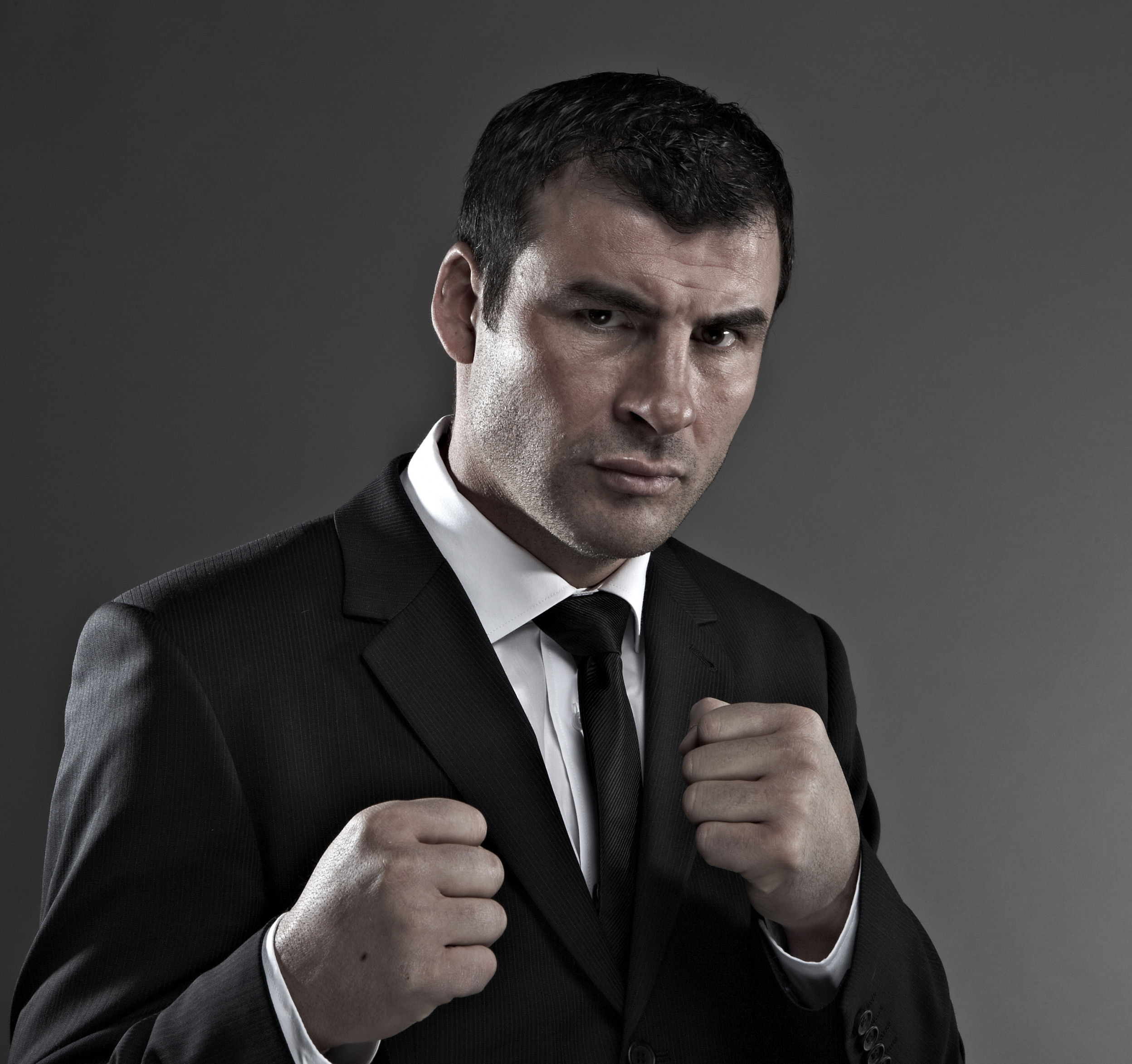
조 캘재기 (2007년)

조지프 윌리엄 "조" 캘재기(Joseph William "Joe" Calzaghe, CBE, 1972년 3월 23일 ~ )는 영국 웨일스의 권투 선수이다.
런던에서 태어났다. 아버지 엔초 캘재기(Enzo Calzaghe)는 이탈리아계 웨일스인 권투 트레이너로, 수석 트레이너로서 아들의 활동을 도왔다.
조 캘재기는 주로 슈퍼미들웨이트급으로 활동하여 WBO, IBF, WBC, WBA 등에서 챔피언을 지냈으며, 특히 WBO에서는 10여년간 챔피언 타이틀을 유지했다.
2008년 《The Ring》지 주관 챔피언십에서는 라이트헤비급으로 체급을 바꾸어 챔피언이 되기도 했으며, 2009년 은퇴하였다. 그는 프로 데뷔 후 은퇴까지 46회의 경기에서 단 한번도 패하지 않았다.
2007년 'BBC 올해의 스포츠인(BBC Sports Personality of the Year)'에 선정되었으며, 2014년 국제 권투 명예의 전당에 올랐다.

## 서훈
- 2003년 대영 제국 훈장 5등급(MBE)[1]
- 2008년 대영 제국 훈장 3등급(CBE)[2]